# Jean-Claude Meynard
 (octobre 2022).
Pour les articles homonymes, voir Meynard.
Jean-Claude Meynard, né le 11 octobre 1951 dans le 4e arrondissement de Paris,[source insuffisante] et mort à Mougins (Alpes-Maritimes) le 11 septembre 2019,, est un peintre et plasticien français dont l'œuvre va de l'hyperréalisme à la géométrie fractale et à l'art numérique.
Il est l'un des signataires du manifeste fractaliste. Son œuvre est axée sur l'exploration de la complexité du réel et la mise à jour d'univers géométriques.

## Biographie

### Les débuts: l'Hyperréalisme
Dans les années 1970, Jean Claude Meynard s'inscrit dans le courant de l'hyperréalisme : sa peinture met en scène les figures emblématiques de la société (métro, motos, bars, flippers, etc.) et le monde urbain. C'est le cas dans son œuvre Hyper Street, une rue virtuelle de Paris sous la forme d'un quadriptyque de 7 mètres de long, exposé pour la première fois en 1975 à la FIAC. La critique reconnaît alors que sa peinture "développe les figures de rites de passages et que sa force est de ne pas en donner des images métaphoriques".
Ses toiles hyperréalistes sont des constructions géométriques foisonnantes qui interrogent les habitudes de perception. La composition est dépourvue de hiérarchie et de centre focal. Comme l’écrit André Giordan « Le projet de Meynard est de sortir du monde euclidien pour capter de façon antagoniste au même instant l'ensemble et le détail, le macro et le micro, le premier et le dernier plan ». « Un hyper-œil pour une hyper-réalité, une hyper-géométrie ».

### Les années 1975 et les Grandes Séries sur la complexité du réel
À partir des années 1975, J-C.Meynard évolue vers des effets de cadrage et de composition proches de l'art cinématographique. Ses expositions de l'époque, à Bâle et New York, s'intitulent alors "Série noire", "Schizophrénie" "Le Jeu" dont la toile emblématique est le portrait de " Marcel Duchamp en Joueur d'Echec ". Les catalogues décrivent son travail comme proche du mouvement de la Figuration Narrative :  les thèmes de ses œuvres se rattachent le plus souvent aux scènes du quotidien et de la société de consommation. Il participera ainsi à l'exposition " Le Mythe de la société Moderne vue à travers la Machine" à la galerie Passerelle Saint Louis Paris, en janvier 75, exposition qui regroupa des nombreux artistes issus de la Figuration Narrative comme Babou, Messac, ou Morteyrol, jusqu'à la "Coopérative des Malassis". J-C. Meynard se distingue cependant du mouvement de la Figuration Narrative par un travail plus analytique. Meynard utilisera alors l'expression "la Géométrie des Enigmes" pour désigner son travail d'exploration de l'ambiguïté du réel .
À partir des années 1980, Meynard abandonne progressivement toute narration ou arrière-plan descriptif. Pour organiser ses toiles, l'artiste crée une géométrie de droites, de courbes et de lignes indéterminées comme dans ses séries "Corps et Graphiques" ou " Héros-Dynamisme". Dans ce deux séries, les présences humaines, sont signalées par des rayonnements, des lignes et courbes luminescentes.  Meynard poursuit ce travail sur les corps lumineux jusqu'à sa grande série du Radeau des Muses avec sa toile éponyme " Le Radeau des Muses".
En 1990, J-C.Meynard expose sa série Corps et Âmes consacrée à la fragilité de l'identité humaine représentée par des corps qui perdent leurs contours, leur ligne organique ou bien se dédoublent, le dessin et couleur étant dissociés. À la suite de cette série, de nombreux critiques d'art tels Gérard Barrière, Nicolas Bourriaud, Henri François Debailleux et Giovanni Lista, sont invités à s'exprimer sur l'œuvre de Meynard dans le cadre du catalogue Un voisinage Corps et Âmes, de la Peinture à l'Encre. Les compositions de Meynard se font de plus en plus fragmentées, annonçant une nouvelle géométrie.

### La Dimension Fractale - Une nouvelle géométrie de l'homme
Le 2 décembre 1994 est organisée à Paris l'exposition "Tohu Bohu, Esthétiques de la Complexité Fractale",  sous l’impulsion du critique d’art Henri-François Debailleux. Elle réunit des artistes du Groupe Fractaliste, dont Meynard. Ce dernier a abandonné la perspective euclidienne pour la géométrie fractale, qui repose sur l'expansion, la saturation, les entrelacs et les réseaux à l'infini. Il entérine l'utilisation de la géométrie fractale en devenant l'un des cosignataires du Manifeste Fractaliste en 1997, aux côtés d'artistes tels que Miguel Chevalier, Carlos Ginzburg, Nachume Miller, Pascal Dombis, Joseph Nechvatal, et Pierre Zarcate.
Après avoir exploré les composantes fractales avec les outils classiques de la peinture Meynard construit des œuvres en reliefs et volumes. En avril 2001, lors de l'exposition Les Infinis avec Joël Stein à Paris à la galerie Lavignes-Bastille, Meynard présente des œuvres qui montrent la genèse des objets fractals. Prenant, comme matrice, son propre visage, il en fait un traitement fractal[réf. souhaitée].
Dans les années 2000, Meynard crée des installations qui reconfigurent l'espace. Lydia Harambourg écrit à ce sujet qu'« entrer dans l'univers fractal de Jean Claude Meynard piège nos certitudes. Ces images illusoires et cependant bien réelles des composantes géométriques sont orchestrées(…). Les œuvres de JC Meynard nous font vivre l'espace physiquement. Sous la pression d'une fragmentation géométrique, une chorégraphie  de plis, spirales, droites, diagonales et courbes, nous emporte dans un mouvement giratoire dont l'issue est le vertige de l'espace-temps ».

#### Les Demeures Fractales
À partir de 2006 Meynard entreprend de vastes installations qu’il nomme : « Demeures Fractales ». Investissant un lieu dans sa totalité ,, il en rompt la géométrie et, selon le processus de réplication fractale, démultiplie les perspectives, les plans, les espaces. Au cœur de cette déstructuration organisée, il insère des tableaux, des sculptures, des reliefs et architectures numériques.
M.Pierre Paulicevich écrit à propos de la Demeure Fractale de Brignoles :  «(…) faire entrer l’art contemporain et la géométrie fractale dans une enceinte moyenâgeuse était risqué «(…) « Jean-Claude Meynard a passé trois mois à installer ses œuvres autour et dans le fameux escalier, sur les plafonds, par terre mais aussi au sous-sol (…) le bâtiment lui-même se transformant  peu à peu en une brillante œuvre d’art, pièce unique que l’on ne reverra jamais. »

#### Les Babels
Dans la série des Demeures Fractales, en 2007 il  travaille particulièrement sur une des figures de la complexité : « Babel » du nom de la tour mythique. Les Babels seront exposées de 2008 à 2009 à Venise, Shenzhen (Chine), Istanbul (Turquie), Paris (Grand Palais - France)[réf. souhaitée].
Appartenant à la série des Babels, la sculpture " World " en est la représentation la plus emblématique: sphère monumentale, son corps est entièrement constitué de silhouettes humaines solidaires. Elle évoque, dans son concept et sa construction, une immense boussole dont le seul et unique point cardinal est l'Homme. La World a été acquise par plusieurs villes (France).

#### Les Hybrides
En 2010, à la Villa Tamaris (Var, France) est organisée une exposition regroupant 35 années de créations de l’artiste. Les grands cycles de l’artiste sont présentés en dehors de toute chronologie sous l’intitulé : «  Babel, la Géométrie des Enigmes - De l’Hyperréalisme au Fractal - », de façon à mettre en lumière les correspondances et les échos visuels qui parcourent toute l’œuvre. Lydia Harambourg note : « la proximité d’œuvres réalisées à plusieurs années d’intervalle met en résonance une démarche plastique enracinée dans la complexité du réel (…) ». Des effets d’hybridations entre les œuvres elles-mêmes sont repérées par Jean-Pierre Frimbois : « (…) c’est une expérience d'une telle désintégration, reconstitution, que là, chaque œuvre est à la fois dans la même histoire et en même temps sans cesse en train d'être refaite ».
Ces hybridations, virtuelles dans l’exposition, ont été matérialisées par l’artiste dans sa série : « Les Hybrides », selon un des principes du Manifeste fractaliste: « Dans la spirale ordre-désordre, l'œuvre est l'émergence éphémère d'une hybridation : un passage ». Elisabeth Préault remarque dans l'ouvrage consacré à l'exposition : « (…) entre hyper réalité et géométrie fractale, Meynard a montré qu’une forme était toujours en devenir, en transformation et renouvellement. C’est pourquoi ses hybridations sont possibles, et fulgurantes, parce déjà en germes dans son parcours ».

#### Les années 2010
En 2015, J-C. Meynard conçoit un «Bestiaire Fractal» à partir d'algorithmes de silhouettes humaines déjà présentes dans son œuvre : Meynard compose une œuvre qui s'auto-ressource, et se métamorphose. Ce Bestiaire Fractal, sujet de nombreuses expositions[source insuffisante] a donné lieu à deux films L'Animal fractal que Je suis et Infinies Métamorphoses. Ces films, pour la première fois, traitent «visuellement» de l'œuvre de J-C. Meynard en tant que métamorphose permanente. En 2018 parait l'ouvrage L'Animal fractal que Je suis, sous-titré, l'homme et la complexité du réel, aux éditions Connaissances et Savoirs. On y trouve notamment les différents écrits critiques et analytiques qui, depuis 30 ans, ont jalonné son parcours de plasticien avec des textes, entre autres, de Nicolas Bourriaud, Christine Buci-Glucksmann, André Campana, Giovanni Lista, Giancarlo Pagliasso, Gilles Plazy.
En novembre 2018, Jean- Claude Meynard présente Les Chants Fractals,une nouvelle série d'œuvres conçues en «correspondance» avec des partitions musicales de Bach, Bartok, Debussy, Mozart. Les œuvres ne sont plus limitées à leur seule forme plastique, mais augmentées d'une musique, et d'un film qui, réalisé par l'artiste, dévoile leur processus de création.
En 2019, dans le cadre des nouveaux programmes de l’éducation nationale, deux œuvres de Jean Claude Meynard, L’Escalier Up and Down - 2012  et Génèse - 2014, illustrent le concept de géométrie fractale dans le manuel de mathématiques des classes de première[source insuffisante].

## Sélection d'œuvres

### Œuvres majeures
- Hyper Street, acrylique sur toile, quadriptyque de 7 mètres de longueur, période hyperréaliste - exposition FIAC 1975 - Collection André Campana
- Le Flipper, acrylique sur toile, période hyperréaliste - exposition FIAC 1975 - Collection André Campana
- Auto-tamponneuse, acrylique sur toile, 115 x 99 cm, 1976, série Schizophrénie  - Fonds national d'art contemporain
- Portrait de Marcel Duchamp en joueur d'échec, acrylique sur toile, 100 x 73 cm, 1981, série Le Jeu. Cette toile est un hommage aux Joueurs d'échecs (1911) de Marcel Duchamp et à Marcel Duchamp lui-même qui, joueur de l'équipe de France dans les années 1920, fera finalement du jeu d'échecs son activité principale aux dépens de l'art - Collection privée de l'artiste
- Tango, acrylique sur toile, 200 x 200 cm, 1983, série Corps et Graphiques - Collection Jacques Cavillon
- Muses Duo II, acrylique sur toile, 195 x 97 cm, 1985, Collection BNP- Paribas
- Muses Duo VII, acrylique sur toile, 162 x 97 cm, 1985, Collection BNP- Paribas
- Le Radeau des Muses III, acrylique sur toile, 164 x 155 cm, 1986, série le Radeau des Muses  - Collection de la Caisse des Dépôts et Consignations.
- Clone 1 - Ecce Homo, œuvre relief, mixed média, 200 x 180 cm, 1997, série les Corps Recomposés - Collection de la Fondation Mesnage-Augier
- Le Sablier Or, création numérique sous plexiglas, 2001, série Les Infinis - Collection Musée d'Évreux
- La Maison Fractale, architecture fractale de 240 x 240 × 50 cm, 2005, série Méta - Collection privée de l'artiste
- Les Babels, série de sculptures monumentales réalisées à partir de 2007 et installées sur le pourtour méditerranéen
- World écran, création numérique sous plexiglas, diptyque de 160 x 140 cm x 2 - 2010 - Collection Centre d'art Villa Tamaris
- La World, sculpture monumentale appartenant à la série des Babels, 280 x 280 cm, 2010 - installée dans la ville de Valbonne-Sophia Antipolis, France
- L’Escalier Fractal, Demeure fractale sur 15 mètres de hauteur, au Palais des Comtes de Provence, Brignoles - 2011 (un film a été réalisé sur cette Demeure, film considéré comme le Manifeste fractal de l'artiste).
- Les Bus Fractals, œuvres itinérantes, habillage sur les bus des lignes régulières de la technopole Sophia Antipolis - 2013
- Morpho, création numérique sous plexiglas en 4 parties, autoportrait de l'artiste en effet papillon, 300 x 300 cm, 2000 - Collection A.T. Kearney
- Le Bestiaire Fractal, importante série de créations numériques sous plexiglas - 2014 - 2015 - 2016 - 2017 - 2018 - exposées en Chine (Shanghaï), Hong-Kong et Pékin, au Mexique (San Luis de Potosi), aux U.S.A ( Miami), en Italie (Andorra, Musée Tagliaferro ), et à Paris ( France).
- Les Méduses, création numérique sous plexiglas, 150 x 120 cm, 2014, série Bestiaire Fractal - Collection Musée de la Mascara (San Luis Potosi - Mexico)
- La Roue du Paon, création numérique sous plexiglas, diptyque, 99 x 165 cm, 2014, série Bestiaire Fractal  - Collection Museo del Ferrocarril (San Luis Potosi - Mexico)
- Les Chants Fractals, 2018 - suite d'œuvres conçues en " correspondance " avec des partitions musicales de Mozart, Bartòk, Debussy... les Chants Fractals sont des créations qui recèlent une musique, et un film qui, réalisé par l'artiste, montre le processus de création des œuvres. Musique et film sont intégrés à l'œuvre via un QR-code que l'on scanne pour les  découvrir.

### Installations
- ’’ Mémoire d’Icare ’’, Abbaye du Ronceray, Angers, France - 1998
- ’’ Cascade Fractale ’’, le Pont de Vernon, Ville de Vernon, France - 2005
- ’’ Meynard Fractal ’’, Musée d'Évreux et Maison des Arts d’Évreux, France - mai/mars 2005 [21]
- ’’ Suite Fractale’’, Espace Kiron, Paris, France - 2004 [22]
- ’’ Transparences Fractales, Installation’’ à Ca’Nigra, Biennale de Venise, Italie - Juin 2007[23]
- ’’ Babel, Géométrie des Enigmes’’, Villa Tamaris, La Seyne-sur-Mer, Var, France - Septembre 2010[24]
- " Ultra Marine ", Mougins, Alpes-Maritimes, France - Septembre 2013
- " Métamorphosis ", Lelia Mordoch Gallery, Miami, U.S.A - Décembre 2014 / Janvier 2015
- The Passion, Musée Yangpyeong, Corée du Sud, curateur G. Bastianelli - 15 décembre 2017 au 9 février 2018
- La Machine animale et son film " Rébus ", Villa Tamaris, La Seyne-sur-Mer, Var, France - Juin / Septembre 2018

### Demeures Fractales
- ’’ Les Corps Fractals ’’ à la Galerie Maretti, Monaco - Décembre 2006 /janvier 2007
- ’’ Le Monde de Babel ’’, Galerie Riff Arts Projects - Paris, décembre 2009
- ’’ Le Monde de Babel ’’, au Grand Palais - Art Paris, Riff Arts Projects - Paris, mars 2010 [25]
- ’’ L’Escalier Fractal ou l'Utopie en Marches’ ’, Palais des Comtes de la Ville de Brignoles, Var, France - juillet/août 2011[26]
- ’’ Demeure Fractale à la Maison des Comtes ’’, Sauve, Gard, France - août/septembre 2012
- " Les Demeures Fractales " à Valbonne Village et Valbonne Sophia-Antipolis, Alpes-Maritimes, France - Février/Avril 2013[27]

## Sélection d'expositions
- Les Chants fractals II dans le cadre de l'exposition sur le Cinétisme 1ère, 2e, 3e Génération, Galerie Lelia Mordoch, Paris, France - Février - Mars 2019
- Les Chants fractals de J-C. Meynard aux Etats-Unis/ Miami/ Art Fair Miami - 3 au 8 décembre 2018
- Les Chants fractals[28], créations numériques augmentées de partitions musicales et de films - Galerie Lelia Mordoch, Paris, France - Novembre 2018 - Janv 2019
- New Dialogue, Schema Art Museum, Korea - international exhibition Korea-France - avec Claude Viallat, Robert Combas, Hervé di Rosa.. Novembre 2018
- L'Image en morceaux, Villa Tamaris Centre d'Art, la Seyne-sur-Mer, Var, France - 15 juin au 15 septembre 2018
- Beyond Geometry Group Show, Gallery Lelia Murdoch, Miami, USA - 9 déc 2017 au 18 février 2018
- Art, Science, Biotechnologie , Museo Del Ferrocarril, San Luis Potosi, Mexique - 1 mars au 1er juillet 2017
- Ne tirez pas sur le fumeur..., Paris, galerie Lelia Murdoch, avec Rancillac, Ben, Miss Tic, etc., - Mars - avril 2017
- PAD PARIS, une scénographie animalière -  Pegasus -  Stand galerie Dumonteil - mars 2017
- Gruppo 78 Trieste, Museo National de la Mascara, San Luis Potosi, Mexique - janvier 2017
- Palm Beach Modern + Contemporary, Miami, USA - Janvier 2017
- Métamorphoses de Jean-Claude Meynard - Le Bestiaire Fractal en Chine, Shanghai, Galerie Dumonteil - 13 mars au 12 avril 2016
- A Hong Kong - Art Central Hong Kong - 24 mars au 27 mars 2016.
- A Pékin - Art Beijin - 29 avril au 2 mai 2016
- L'Animal Fractal que Je suis au Palazzo Tagliaferro Centre d'Art, Andora, Italie - du 3 octobre au 13 décembre 2015
- Présentation de l'œuvre " Pégase" au Fine Art Asia, Hong Kong - 3 au 7 octobre 2015
- Le Bestiaire Fractal de Jean-Claude Meynard - Série des Métamorphoses - Galerie Dumonteil, Paris - 2 juin au 31 juillet 2015
- Archi - Sculptures, Fondation Villa Datris, Isle sur la Sorgue, Vaucluse, France - du 14 mai au 1er novembre 2015
- Le Méta-Cube de JC Meynard en hommage à Pierre Laffitte à la Fondation Sophia-Antipolis, Alpes-Maritimes, France - Avril 2015
- Art Paris 2015, Grand Palais, Galerie Lélia Mordoch, Paris, France - 26/29 mars 2015
- Art of Infinity, Lelia Mordoch Gallery, Miami, U.S.A. - 1er décembre 2014/ 3 janvier 2015, avec Yvaral, Joël Stein, Julio Le Parc.
- Festival d'Arts Numériques, Verrières-le-Buisson, Essonne, France - 12,13,14 décembre 2014
- Scope Miami Beach - International Contemporary Art Show, Miami, U.S.A. - 2 au 7 décembre 2014
- " Art Élysées 2014 " - Paris, France - 23/ 27 octobre 2014
- " Métamorphoses, Hybrides et autres Mutations…" à la Galerie Lelia Mordoch, Paris-Miami - Avril/Mai 2014
- " Art Paris 2014 ", Grand Palais, Galerie Lelia Mordoch - Mars 2014
- " L'Art Fractal pour Déchiffrer la Complexité Contemporaine", conférence de JC Meynard pour la Semaine des Mathématiques, Centre International de Valbonne Sophia-Antipolis, Alpes-Maritimes, France - 21 mars 2014
- " L'Art et L'Infini ", exposition avec Miguel Chevalier, François Morellet, Julio Le Parc, Yvaral… Galerie Leila Mordoch, Paris - Février à mars 2014
- " Une Génération ? Les Peintres des Années 70 dans la Collection de la Villa Tamaris Centre d'Art", [La Seyne-sur-Mer], Var, France - Mars à juin 2013
- " Les Demeures Fractales de Jean-Claude Meynard dans les Alpes-Maritimes ", France - Février/Avril 2013[27]
- " Meynard, une Demeure Fractale à Sauve ", La Maison des Comtes, Sauve, Gard, France - Août-Septembre 2012
- Inauguration de la sculpture monumentale "World" à [Valbonne] [Sophia Antipolis], Alpes-Maritimes, France - Mai 2012
- Foire Internationale d'Art Contemporain d'Istanbul - Novembre 2012
- " Le Papillon Fractal de Meynard, le Temps au Temps ", Galerie Riff Art Projects - Istanbul 2012
- " Babel, Utopie en Marches ", Pôle Culturel de Brignoles, Var, France - 2011[29]
- " Le Livre, le Film, et l'Hybride ", Paris, France 2010 [30]
- " Babel, la Géométrie des Enigmes ", Centre d’Art Villa Tamaris, La Seyne-sur-Mer, France - 2010[31]
- " Babel " Art Paris au Grand Palais, Paris, France - 2010
- " Babel " Galerie  Riff Art Projects Paris, France - 2009
- " Babel " Istanbul Art Fair, Turquie - 2009
- " Babel " Shenzhen, Chine - 2008
- " Tranparenze Frattali ", Ca nigra, Canal Grande, Venise - 2007
- " Les Corps Fractals ", Galerie Maretti Arte Monaco - 2006
- " Fractal Meynard ", Musée d'Évreux  et Maison des arts - 2005
- " Les Infinis ", Art Paris Carrousel du Louvre - Paris – 2001
- " Tohu Bohu ", Galerie de l'Étoile, France - 1994
- " Echos", Découvertes 91, Grand Palais, Paris, France - 1991
- " Le Radeau des Muses ", Galerie Lamaignère Saint Germain -1988
- " Corps et Graphiques ", Galerie Jean Pierre Lavignes - 1983
- " Games " Zoma Gallery, New York - 1981
- " Série Noire", Galerie Actual, Bâle - 1978
- " Schizophrénies ", Institut Culturel Français, Cologne, Allemagne - 1976
- " Hyperréalisme ", De Novum, Düsseldorf - 1975
- " Meynard Hyperréalisme", FIAC - 1975

### Livres
- Gérard Xurigiera, "Regard sur la Peinture Contemporaine", édition Arted, 1984
- Gérard Xurigiera, "Figuration Années 60 à 80", édition Arted, 1985
- Jean Claude Chirollet, "Art fractaliste, la Complexité du Regard", édition 00H00, 1999[32]
- Susan Condé, "La Fractalité dans l'Art Contemporain", édition la Différence, 2001
- Henri-François Debailleux, "Meynard", superviseur éditorial Gilles Bastianelli, édition Fragments, 2004[33]
- Hervé Gauville, "L'Art depuis 1945 (Groupes et Mouvements)", édition Hazan, 2007
- Robert Bonaccorsi, "Meynard Babel, la Géométrie des Enigmes", concepteur Gilles Bastianelli, Fragments International, 2010
- Lynn Gamwell, " Mathematics + Art - A Cultural History ", Edition Princeton University, 2015.
- Jean-Claude Meynard, " L'Animal fractal que je suis ", éditions Connaissances et Savoirs, 2018.

### Catalogues d'exposition
- Michel Schwab, catalogue exposition Schizophrénies, 1974
- Gilles Plazy, catalogue exposition Meynard La Vie en Jeu, 1979
- Henri François Debailleux, catalogue de la Caisse des dépôts et consignations, 1986
- Nicolas Bourriaud, catalogue exposition Radeau des Muses, 1988
- Gérard Barrière/ Nicolas Bourriaud/ Philippe Carteron/ Pierre Corcos/ Nathalie Darzac/ H.F. Debailleux/ Giovanni Lista, catalogue exposition Corps et Ames, 1990
- Giovanni Lista, catalogue exposition Scribes et Pharaons, 1994
- Susan Condé et Henri François Debailleux, catalogue  exposition Tohu Bohu, 1994
- Susan Condé, catalogue exposition La Complessita Fractale in Arte, 1995
- Susan Condé et Henri François Debailleux, catalogue exposition Zoom, New York, 1997
- Maria Campitelli, catalogue exposition Fractal Art, Trieste, 1997
- Catalogue exposition Fractalisations, Villa Tamaris, La-Seyne-sur-Mer, 1999, avec des écrits de Christine Buci-Glucksmann, Jean Claude Chirollet, Susan Condé, Henri François Debailleux, Michel Maffesoli,
- Henri-François Debailleux, catalogue Rétrospective 1973-1992
- Christine Buci-Glucksmann, Henri François Debailleux, catalogue Le temps Fractal, 2000
- Henri François Debailleux, catalogue La force de l'Esprit, Fondation Eisai, Paris 2001
- Nicolas Bourriaud, Gilles de Bure, Henri François Debailleux, Paul Lombard, Michel Nuridsany, Pierre Restany, catalogue exposition  Le Mondial, éditions Enrico Navarra, 2002
- Olivier Billard, catalogue exposition Triptyque, Ville d'Angers, 2003
- Catalogue exposition Magie numérique, centre d'art Oyonnax, 2004
- Dossier pédagogique sur l’exposition Meynard Fractal, Musée d’Evreux, 2005 Dossier disponible en ligne : PDF
- Interview de Steven Riff, dossier de l’exposition Babel chez Riff Art Project et Arts Paris, Grand Palais, Paris - 2010
- Interview de Robert Bonaccorsi, dossier de l’exposition Babel, Géométrie des Enigmes, Centre d’Art Villa Tamaris, la Seyne-sur-Mer, France – septembre 2010
- Extraits d’interviews Alain Lamaignère, Jean-Pierre Frimbois, André Campana, André Brahic, Isabelle Grenier, dossier de l’exposition Le Livre, le Film et l’Hybride, Paris – Novembre 2010
- Dossier de l’exposition Babel, Utopie en marches, Pôle culturel de Brignoles – Var, France - Juillet-Août 2011
- Dossier de l’exposition  Les Demeures Fractales à Valbonne Sophia Antipolis , Alpes-Maritimes, Var, France – 2013
- Catalogue de l’exposition Une Génération ? Les peintres des années 70 dans la collection de la Villa Tamaris Centre d'Art, préface de Robert Bonaccorsi, La Seyne-sur-Mer, Var, 2013
- Catalogue de l’exposition Oltre Il Sublime, Trieste, Italie, préface de GianCarlo Pagliasso et Maria Campitelli - 2013
- Catalogue de l'exposition L'Animal Fractal que Je suis, Andora, Italie, préface de GianCarlo Pagliasso - 2015
- Catalogue de l'exposition Métamorphoses, Bestiaire Fractal, Chine (Shanghai, Hong Kong, Pékin) - 2016
- Catalogue de l'exposition Relecture 2, préface de Robert Bonaccorsi - 2017
- Catalogue de l'exposition  L'Image en Morceaux  préface de Robert Bonaccorsi et Evelyne Artaud - 2018

## Filmographie
- 1978 L'Art et l'argent, Production Pascale Breugnot, Antenne 2
- 1985 Jean Claude Meynard, Productions Champs
- 2005 Meynard Fractal, film de Jennifer Lund
- 2005 Meynard au Musée d'Evreux, film de Jennifer Lund
- 2009 Meynard et la complexité des apparences, film de Gilles Bastianelli réalisé pour le colloque de Mouans-Sartoux  (Art, Science, Pensée -septembre 2009)
- 2009 Meynard  Babel, film de Gilles Bastianelli
- 2010 Babel, la Géométrie des Enigmes, film de Gilles Bastianelli.
- 2011 Escalier Fractal  - un Manifeste Fractal. Dans ce film, réalisé par G.Bastianelli, Meynard s'exprime sur son utilisation de la géométrie fractale pour dévoiler la complexité du réel. Version française, anglaise, italienne, et russe.
- 2012 Le Papillon Fractal de Tamaris à Istambul, film de Gilles Bastianelli.
- 2012 Demeure Fractale à Sauve, film de Gilles Bastianelli.
- 2012 Fractal House', film de Ethan Mark.
- 2013 La World, Sculpture Fractale à Valbonne, film de Gilles Bastianelli.
- 2013 Le Bus Fractal de Jean-Claude Meynard, film de Gilles Bastianelli
- 2014 Comment regarder une œuvre d'art, réalisation Ethan Mark
- 2015 L'Animal Fractal que Je suis, réalisation Ethan Mark (le titre de ce film est un hommage à Jacques Derrida.)
- 2015 Infinies Métamorphoses, réalisation Ethan Mark (Ce film a été réalisé pour le Musée des Arts et Métiers de Paris, pour la Journée d'Étude organisée par Richard Conte, directeur de l'institut ACT - CNRS, et Sylvie Captain-Sass, sur le thème " Créations, Cerveaux, Infinis ", le 15 octobre 2015.
- 2016 Métamorphoses Fractal Bestiary in Shanghaï, réalisé par Action Media China pour l'exposition de J-C. Meynard en Chine
- 2018 Fractales à Istanbul, film sur les "Rencontres Internationales sur l'Art fractal" à Istanbul, organisé en mars 2018 par S. Kalla - Lycée Galatasaray
- 2018 Rébus, film réalisé pour l'exposition " L'Image en Morceaux " à la Villa Tamaris ( France) - Panoramique sur J-C. Meynard
- 2018 Papagena, Papageno Duo Fractal, film de J-C. Meynard réalisé en correspondance avec la partition "Papagena, Papageno" de Mozart (La Flûte enchantée). Le film et la musique sont insérés au cœur même de l'œuvre "Duo Fractal " et on[Qui ?] peut les découvrir en flashant un QR code intégré.